# At the Beginning
At the Beginning è una canzone scritta da Stephen Flaherty e Lynn Ahrens, ed eseguita in duetto da Richard Marx e Donna Lewis. Venne estratta dalla colonna sonora del film d'animazione Anastasia e pubblicata come singolo il 21 ottobre 1997 dalla Atlantic Records. 
La canzone raggiunse la posizione numero 45 della Billboard Hot 100, regalando sia a Donna Lewis che a Richard Marx il loro ultimo singolo in classifica. Nessuno dei due è infatti più riuscito ad entrare nella Hot 100 dai tempi di At the Beginning. Il singolo raggiunse inoltre il secondo posto della Hot Adult Contemporary Tracks, venendo superata alla prima posizione solamente da My Heart Will Go On di Céline Dion.

## Video musicale
Per la canzone venne realizzato un video musicale che mostra una ragazza (una versione dal vivo di Anastasia) mentre visita un vecchio edificio. Durante il video, vengono mostrati Richard Marx e Donna Lewis mentre eseguono la canzone, alternati a scene del film Anastasia.

## Tracce
1. At the Beginning
2. At the Beginning (strumentale)
3. At the Beginning (remix)

## Classifiche
| Classifica (1997/98)             | Posizione massima |
| -------------------------------- | ----------------- |
| Germania                         | 77                |
| Paesi Bassi                      | 70                |
| Stati Uniti                      | 45                |
| Stati Uniti (adult contemporary) | 2                 |